# کاج مطبق

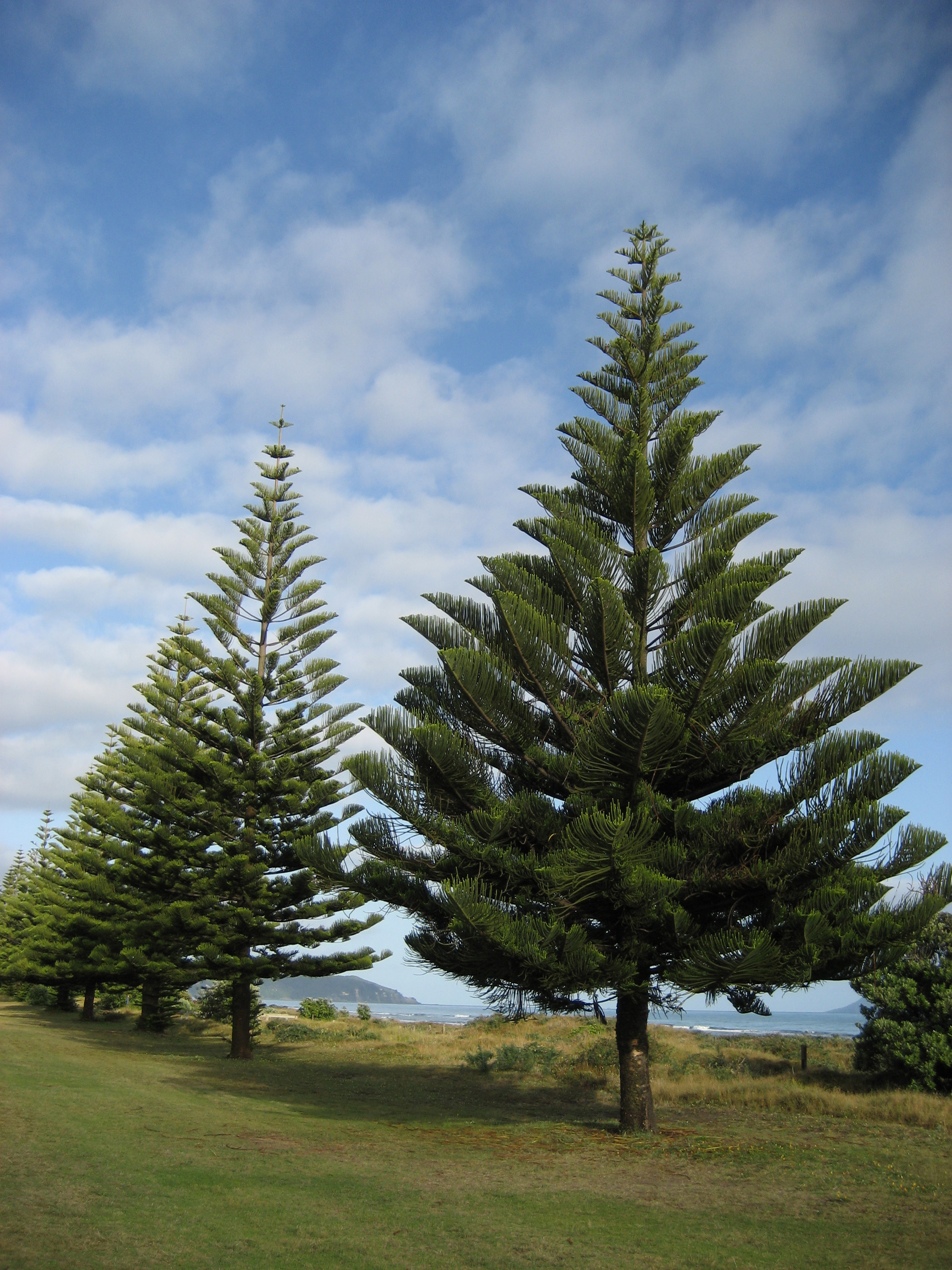
کاج مطبق، نیوزلند

کاج مُطَبَّق یا کپیناژ (نام علمی: Araucaria heterophylla) نوعی کاج سوزنی است از خانواده مطبق‌کاجیان (Araucariaceae).
مطبق‌کاجیان درختان همیشه‌سبزی هستند راسته کاج‌سانان (Pinales)، رده ناژویان (Pinopsida)، دستهٔ مخروطیان (Coniferae یا Pinophyta).
زیستگاه اصلی کاج مطبق جزیره نورفک استرالیا است. رشد آن در محیط طبیعی زیاد ولی در آپارتمان به کندی رشد می‌کند، احتیاج به اکسیژن فراوان دارد و درجه حرارت بالا را تحمل نمی‌کند.

## نیازها
کاج مطبق به نور معمولی، هوای خنک، خاک همیشه خیس، رطوبت نسبی بین ۵۰ تا ۹۰ درصد و به خاک کمی اسیدی احتیاج دارد.

### نور
اگرچه سایهٔ روشن را تحمل می‌کند ولی نزدیک به پنجره با نور ملایم نگهداری کنید البته درختانی که در زمین کاشته شده‌اند قابلیت نگهداری در آفتاب را نیز دارند. گیاهان گلدانی که در داخل منزل پرورش یافته‌اند نمی‌توانند یکباره در معرض نور مستقیم خورشید قرار گیرند.

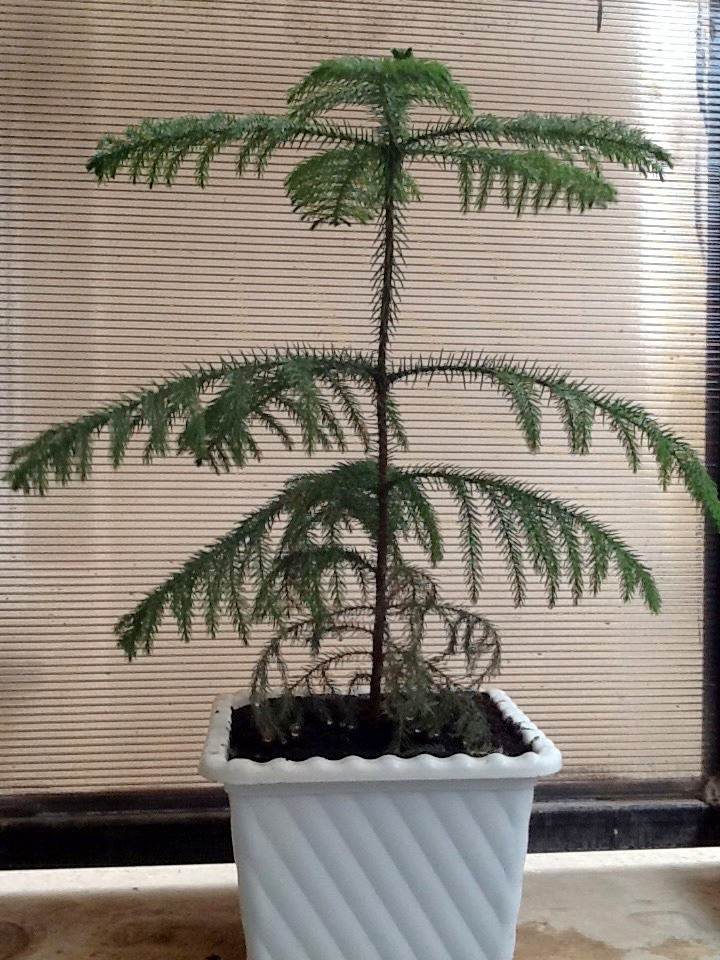
یک کاج مطبق در بالکن یک خانه در قم

### دما
در تابستان گرما را تا ۴۰ درجه تقریباً تحمل می‌کند ولی در زمستان به هیچ وجه تحمل یخبندان را ندارد.

### آبیاری
در تابستان هفته‌ای دو بار و در زمستان در ۷ تا ۱۰ روز یکبار آبیاری نمایید خاک را همیشه مرطوب نگهدارید.
برای طراوت هرچه بیشتر این گیاه و سبز ماندن برگ‌های زیبای آن لازم است روزی یکبار با آب پاش برگ‌های گیاه به ویژه برگ‌های فوقانی آن را مرطوب نمایید.

### خاک
خاک کمپوست برای این گیاه مناسب است. خاک را سبک تهیه نمایید مخلوطی از دو قسمت ماسه و سه قسمت برگ پوسیده برای این گیاه مناسب است.

### تکثیر
تکثیر کاج مطبق در خانه بسیار مشکل و تقریباً ناممکن است. برای تکثیر از بذر یا قلمه استفاده می‌شود که البته قلمه باید از انتهای ساقه گیاه باشد در غیر اینصورت گیاه حاصل کج در می‌آید.
در نوک این کاج ساقه فوقانی قرار دارد که به صورت عمودی و رو به بالا است. اگر این ساقه آسیب ببیند یا قطع شود چند ساقهٔ دیگر در محل بریدگی به وجود می‌آید که برای تکثیر از آن‌ها می‌توان استفاده نمود. البته قلمه را باید با استفاده از هورمون ریشه‌زا مثل اسید ایندول بوتیریک ریشه‌دار کرد.

### هرس کردن
۱-شاخه‌های خشک پائینی را تا انتها قطع کنید.
۲-پودر گوگرد و روغن وازلین به محل قطع بمالید.
رشد کاج مطبق بسیار کند و هر سال یک طبقه و یا حداکثر دو طبقه بر طبقات خود می‌افزاید، زیبایی این گیاه در داشتن برگ‌های سوزنی شفاف در طبقات و محیط جانبی تنه اصلی است، برای این منظور سعی کنید از دستمالی کردن برگ‌های سوزنی و استفاده از مواد براق‌کننده جلوگیری و با آب‌فشان رطوبت گیاه را تأمین کنید.

## مشکلات[۴]

### زرد و قهوه‌ای شدن برگ‌ها
زرد شدن و یا قهوه‌ای شدن برگ‌ها به عواملی همچون کمبود مواد غذایی به خصوص آهن و یا بیماری گیاه مربوط می‌شود و برای رفع این مشکلات از قارچ‌کش مانکوزب استفاده کنید و همچنین برای تأمین مواد مغذی از کود کامل مخصوص گیاهان آپارتمانی و همچنین کود آهن استفاده کنید.

### خشکی نوک برگ
خشکی نوک برگ این گیاه می‌تواند علت‌های متفاوتی داشته باشد از جمله: گرما، رطوبت کم، نور زیاد، خشکی محیط و آبیاری کم و نامناسب؛ که باید تک‌تک دلایل مورد بررسی قرار گیرد.
برای تأمین رطوبت می‌توان آب را روی برگ‌ها اسپری کرد، ولی بهترین روش برای تأمین رطوبت قرار دادن یک سینی یا زیر گلدانی روی سنگریزه است که فقط باید دقت شود که آب با خاک گلدان تماس نداشته باشد.

### خشکی برگ‌های پایینی
علت خشک شدن برگ‌های پایینی بخاطر شرایط نامناسب محیطی مانند نور، درجه حرارت و همچنین پایین بودن رطوب می‌باشد که با استفاده از مطالب بالا رطوبت و شرایط گیاه را فراهم کنید.